# Enioche (figlia di Pitteo)
Enioche (in greco antico: Ἡνιόχη?, Hēnióchē) è un personaggio della mitologia greca.

## Genealogia
Figlia di Pitteo, fu moglie di Caneto e madre di Scirone.

## Mitologia
Plutarco scrive di lei come madre di Scirone, ma aggiunge che secondo il parere di altri suoi contemporanei lei fosse la madre di Sini.
Sebbene questo mito sia associato alla fondazione dei Giochi istmici, non ci sono altri episodi o testimonianze su Enioche.